# Michael Yeung Ming-cheung
Michael Yeung Ming-cheung (chin. trad. 楊鳴章 ur. 1 grudnia 1946 w Szanghaju, zm. 3 stycznia 2019 w Hongkongu) – chiński duchowny rzymskokatolicki, biskup Hongkongu w latach 2017–2019.

## Życiorys
Święcenia kapłańskie przyjął 10 czerwca 1978. Inkardynowany do diecezji Hongkongu, pełnił funkcje m.in. dyrektora kilku kurialnych wydziałów, dyrektora diecezjalnej Caritas oraz wikariusza generalnego diecezji.
11 lipca 2014 papież Franciszek mianował go biskupem pomocniczym diecezji Hongkongu ze stolicą tytularną Mons in Numidia. Sakry udzielił mu 30 sierpnia 2014 kardynał John Tong Hon.
13 listopada 2016 został mianowany biskupem koadiutorem kardynała John Tong Hona. Rządy w diecezji objął 1 sierpnia 2017, po przejściu na emeryturę poprzednika.
Zmarł nagle 3 stycznia 2019. Po jego śmierci administratorem apostolskim diecezji został mianowany kardynał John Tong Hon.